# Tom et Jerry sur la glace
Pour plus de détails, voir Fiche technique et Distribution.
Tom et Jerry sur la glace (Mice Follies) est le 85e court métrage d'animation de la série américaine Tom et Jerry réalisé par William Hanna et Joseph Barbera et sorti le 4 septembre 1954.

## Musiques
- La Belle au bois dormant de Piotr Ilitch Tchaïkovski
- Frühlingsstimmen de Johann Strauss II